# 香西昭夫
香西 昭夫（こうさい あきお、1930年9月19日 - 2012年8月25日）は、日本の実業家。住友化学社長を務めた。香西精の長男。香西泰は弟。

## 経歴
兵庫県神戸市出身。1954年に東京大学法学部を卒業し、同年に住友化学工業に入社。
1983年3月に取締役に就任し、常務、専務を経て、1993年3月から2000年6月までに社長を務め、2000年から会長を務めた。社長在職時には、シンガポールの石油化学プロジェクトの拡張などを行い、クローバルカの推進と収益基盤の強化を行った。
2000年から2004年までに日本経済団体連合会副会長を務め、日本企業が国際競争に勝ち抜くための提言をまとめ、映画やゲームなどのコンテンツ産業の振興に尽力した。
日本化学工業会会長、住友精化取締役、稲畑産業取締役、住友生命保険取締役なども歴任した。
2012年8月25日、肺がんのために死去、81歳没。